# Koniuchy (Toruń)
Koniuchy – część urzędowa Torunia. Od północy graniczy z torem kolejowym między ul. Szosą Chełmińską a Grudziądzką, południa z ulicami Długa, Legionów, Żwirki i Wigury, wschodu z ul. Grudziądzką, zachodu z ul. Szosą Chełmińską. Nazwa osiedla wywodzi się od pastwisk dla koni. Przed przyłączeniem do Torunia Koniuchy były rolniczą wsią, gdzie hodowano konie dla mieszkańców wsi Mokre.